# Салангана вулканійська
Саланга́на вулканійська (Aerodramus vulcanorum) — вид серпокрильцеподібних птахів родини серпокрильцевих (Apodidae). Ендемік Індонезії. Вулканійські салангани раніше вважалися підвидом гімалайської салангани, однак були визнані окремим видом.

## Опис
Довжина птаха становить 13-14 см. Забарвлення переважно темно-сіре, на надхвісті нечітка сірувато-коричнева смуга. Голова темніша за решту оперення, крила і хвіст чорнуваті з пурпуровим відблиском. Нижня частина тіла темна, особливо на горлі. Стегна білі, у самців майже неоперені. Хвіст виїмчастий. У молодих птахів контурні пера білі, а смуга на надхвісті не виражена.
Від гімалайських саланган вулканійські салангани вирізняються менш помітною смугою на надхвісті, більш темною нижньою частиною тіла, менш опереними стегнами і менш глибоким вирізом на хвості.
В польоті птахи видають пронизливі головосі сигнали, а також короткі поодинокі або подвійні тріскучі звуки для ехолокації в печерах.

## Поширення і екологія
Вулканійські салангани мешкають в горах на заході Яви, зокрема на схилах вулканів Геде, Панґранґо, Тангкубан і Папандаян. Вони живуть серед скель і в гірських тропічних лісах, на висоті від 1000 до 3000 м над рівнем моря. Гніздяться переважно в тріщинах серед скель, формують гніздові колонії, які нараховують приблизно 25 гніздових пар або 400 птахів. Живляться комахами, яких ловлять в польоті.

## Збереження
МСОП класифікує стан збереження цього виду як близький до загрозливого. Вулканійським саланганам загрожує знищення природного середовища і ймовірне виверження вулканів.